# Friedrichshain

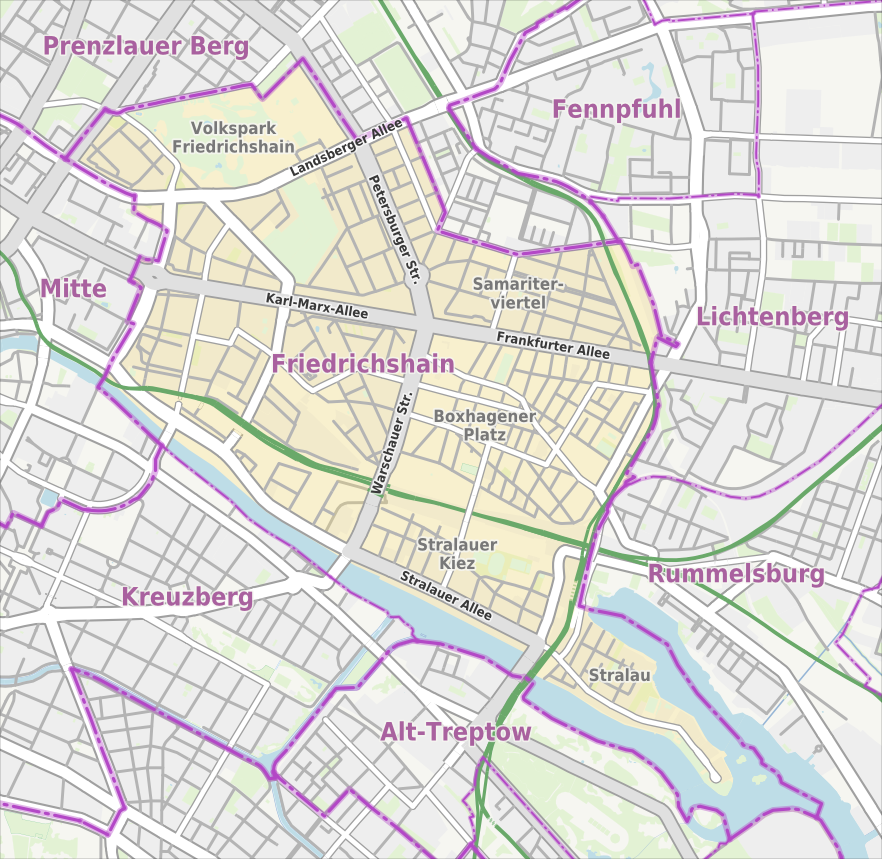
Mappa del quartiere

Friedrichshain è un quartiere (Ortsteil) di Berlino, appartenente al distretto (Bezirk) di Friedrichshain-Kreuzberg.
Fino al 2001, Friedrichshain costituiva un distretto (Bezirk) indipendente.

## Posizione
Friedrichshain si trova immediatamente ad est del centro cittadino. Procedendo da nord in senso orario, confina con i quartieri di Prenzlauer Berg, Lichtenberg, Rummelsburg, Plänterwald, Alt-Treptow, Kreuzberg e Mitte. Verso sud il quartiere è bagnato dal fiume Sprea.
Appartiene a Friedrichshain anche la località di Stralau, antico borgo di pescatori posto su una penisola della Sprea.

## Storia
L'area dell'attuale quartiere di Friedrichshain, pur appartenendo interamente al territorio cittadino berlinese, era attraversata dall'Akzisemauer ("muro doganale") della città.
La parte interna all'Akzisemauer era divisa fra la parte orientale del quartiere Königsstadt e il sobborgo intramurale Stralauer Vorstadt. La parte esterna comprendeva la località di Stralau.
Nel 1846-48, nel quartiere Königsstadt, fu realizzato il Volkspark Friedrichshain; il grande parco, che avrebbe dato il nome al quartiere, fu pensato come pendant orientale del Tiergarten. Nel 1874, al suo interno, fu inaugurato il primo ospedale pubblico berlinese, il Krankenhaus im Friedrichshain.
A partire dal 1870, l'area dell'attuale quartiere fu interessata da un fortissimo sviluppo industriale ed edilizio. Particolarmente imponenti gli stabilimenti del macello (Zentraler Schlacht- und Viehhof), che sorgevano lungo la ferrovia di circonvallazione (Ringbahn).
La costruzione di case d'affitto per la classe operaia, proseguita fino al 1914, portò il quartiere a raggiungere indici altissimi di densità edilizia ed abitativa: negli anni trenta la popolazione raggiunse i 340.000 abitanti. Friedrichshain divenne uno dei centri del movimento operaio berlinese, capeggiato dai partiti comunista (KPD) e socialdemocratico (SPD).
Nel 1907-13 fu realizzato l'Osthafen ("porto est") sulla Sprea, ampliato nel 1929.
Nel 1920, con la creazione della "Grande Berlino", fu creato il distretto di Friedrichshain, il quinto della città.
Negli anni successivi Friedrichshain, distretto a forte presenza operaia, fu spesso teatro di disordini e violenze a sfondo politico. Nel 1930, in uno scontro con militanti comunisti, rimase ucciso il nazionalsocialista Horst Wessel.
Wessel, per i nazisti, divenne un martire. Nel 1933, alla presa del potere, per ricordarne la figura e celebrare la sconfitta delle forze di sinistra, ribattezzarono il distretto di Friedrichshain Horst-Wessel-Stadt, nome mantenuto fino al 1945.
Nel 1938 furono incorporate nel distretto le località di Boxhagen e Friedrichsberg, già appartenenti al distretto di Lichtenberg.
Durante la seconda guerra mondiale l'area ad ovest di Warschauer Straße, vicina al centro storico, subì violentissimi bombardamenti, risultando quasi totalmente distrutta. Le zone orientali più periferiche, invece, furono poco danneggiate.

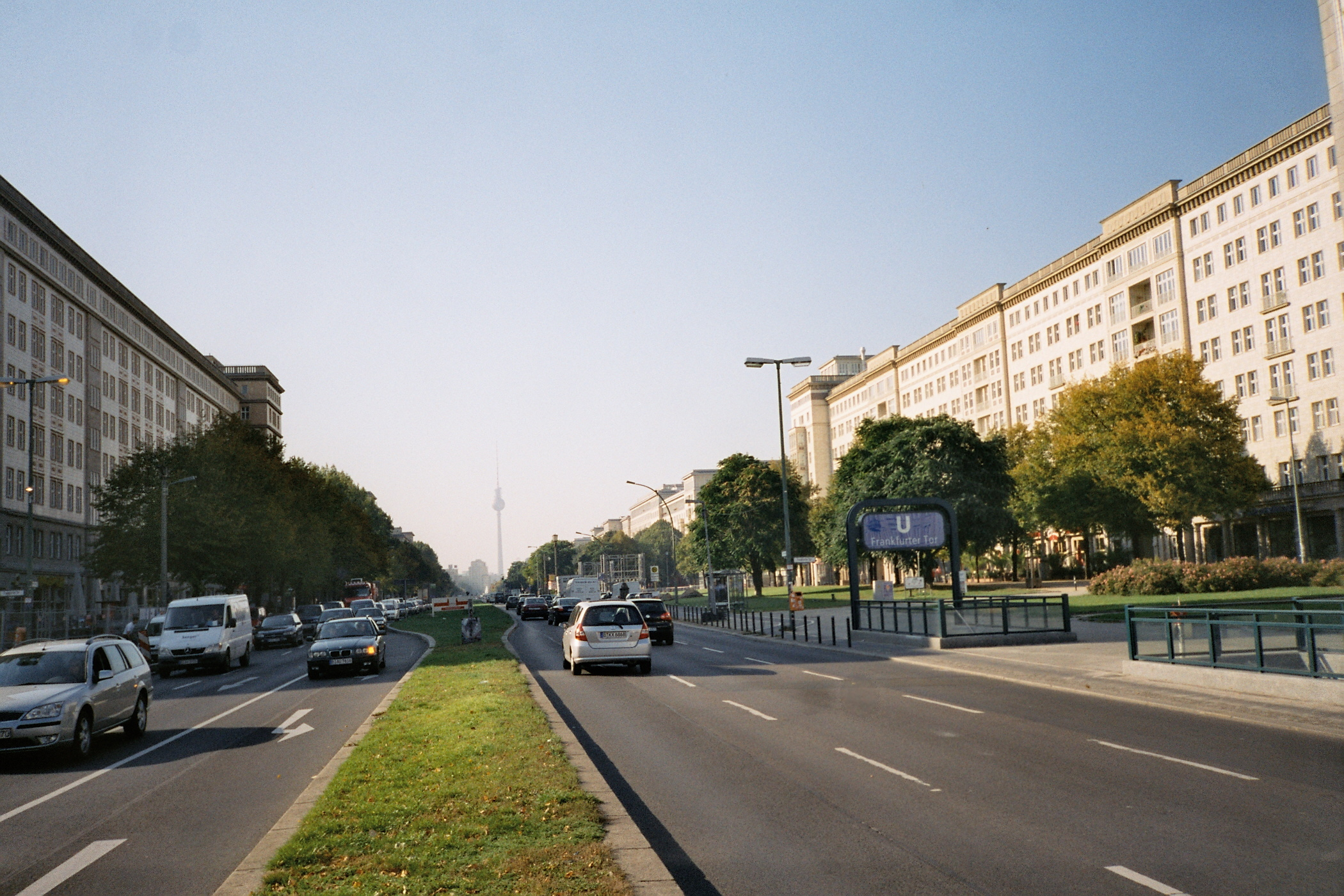
La Karl-Marx-Allee

Nel 1945, con la divisione della città, il distretto di Friedrichshain fu assegnato al settore di occupazione sovietica, e quindi a Berlino Est.
La ricostruzione del distretto iniziò con la Frankfurter Allee (ribattezzata nel 1949 Stalinallee e nel 1961 Karl-Marx-Allee), che divenne un maestoso boulevard, fiancheggiato da imponenti "palazzi per operai", simbolo e modello per la ricostruzione socialista della città. Successivamente, però, le linee guida della ricostruzione mutarono, e ci si orientò verso sistemi di prefabbricazione edilizia (Plattenbauweise); uno fra i migliori esempi architettonici del periodo è il complesso residenziale in Leninplatz (oggi Platz der Vereinten Nationen), realizzato nel 1968-70 da Hermann Henselmann.
Nel 1981 fu inaugurato, all'estremità orientale del Volkspark Friedrichshain, il centro sportivo Sport- und Erholungszentrum (SEZ), il maggiore dell'intera città, frequentato da più di 10.000 visitatori al giorno.
Tuttavia, la parte orientale del distretto rimase ai margini dei lavori di rinnovo urbano; solo una parte delle case d'affitto ottocentesche venne restaurata, e anche la quantità di verde pubblico restava (e resta tuttora) insufficiente.
Dopo la riunificazione (1990) sono stati intrapresi lavori di risanamento degli edifici più vecchi, con il conseguente forte aumento degli affitti e le prevedibili tensioni sociali. 

Come conseguenza, la quasi totalità degli abitanti furono costretti ad abbandonare il quartiere, divenuto troppo caro, e furono sostituiti da giovani benestanti provenienti dalle regioni più ricche della Germania.
A Friedrichshain, lungo le rive della Sprea, si trova il più lungo tratto conservato del Muro di Berlino; negli anni novanta è stato interamente decorato da artisti. Battezzato East-Side-Gallery, costituisce oggi un importante richiamo turistico.
Dal 1º gennaio 2001 il distretto di Friedrichshain si unì a quello di Kreuzberg. Da quella data, Friedrichshain e Kreuzberg sono quartieri (Ortsteil) del nuovo distretto di Friedrichshain-Kreuzberg.
Dal (2008), la fascia già industriale fra l'Ostbahnhof e la Sprea è stata interessata da grandi cantieri edilizi per la realizzazione di un nuovo quartiere direzionale e residenziale che comprende ora (2013) la nuova grande arena per concerti e manifestazioni sportive Mercedes-Benz Arena (ex O2 World).

## Da vedere
- Karl-Marx-Allee
- Karl-Marx-Buchhandlung
- Volkspark Friedrichshain
- Oberbaumbrücke
- East-Side-Gallery

## Comunicazioni

### Strade principali
- Am Friedrichshain
- Am Oberbaumbrücke (B 96a)
- Boxhagener Straße
- Danziger Straße (B 96a)
- Frankfurter Allee (B 1 e B 5)
- Friedenstraße
- Grünberger Straße
- Gürtelstraße
- Holzmarktstraße
- Karl-Marx-Allee (B 1 e B 5)
- Kynaststraße
- Landsberger Allee
- Lichtenberger Straße
- Markgrafendamm
- Marktstraße
- Mollstraße
- Mühlenstraße
- Neue Bahnhofstraße
- Otto-Braun-Straße (B 2)
- Petersburger Straße (B 96a)
- Straße der Pariser Kommune
- Stralauer Allee
- Warschauer Straße (B 96a)
- Wühlischstraße

### Stazioni ferroviarie
- Berlin Ostbahnhof
- Ostkreuz

### Stazioni dellaS-Bahn
- Berlin Ostbahnhof (linee S3, S5, S7, S75, S9)
- Frankfurter Allee (linee S41, S42, S8, S85, corrispondenza con la U-Bahn)
- Ostkreuz (linee S3, S41, S42, S5, S7, S75, S8, S85)
- Warschauer Straße (linee S3, S5, S7, S75, S9, corrispondenza con la U-Bahn)

### Stazioni della metropolitana
- Frankfurter Allee (linea U5, corrispondenza con la S-Bahn)
- Frankfurter Tor (linea U5)
- Samariterstraße (linea U5)
- Strausberger Platz (linea U5)
- Warschauer Straße (linea U1, corrispondenza con la S-Bahn)
- Weberwiese (linea U5)

## Stemmi

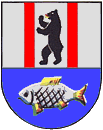
Stemma del distretto di Friedrichshain (1935-1987)
Stemma del distretto di Friedrichshain (1987-1991)
Stemma del distretto di Friedrichshain (1991-2000)

## Galleria d'immagini

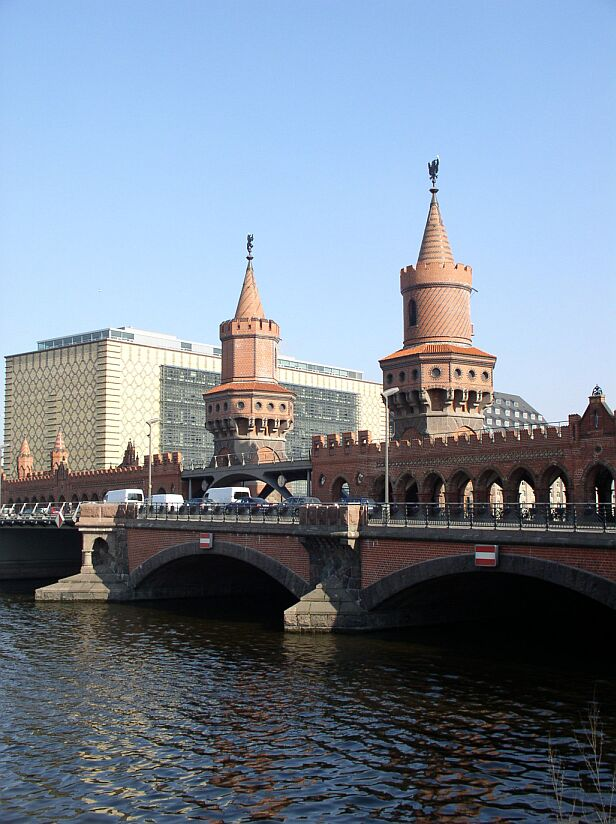
Oberbaumbrücke
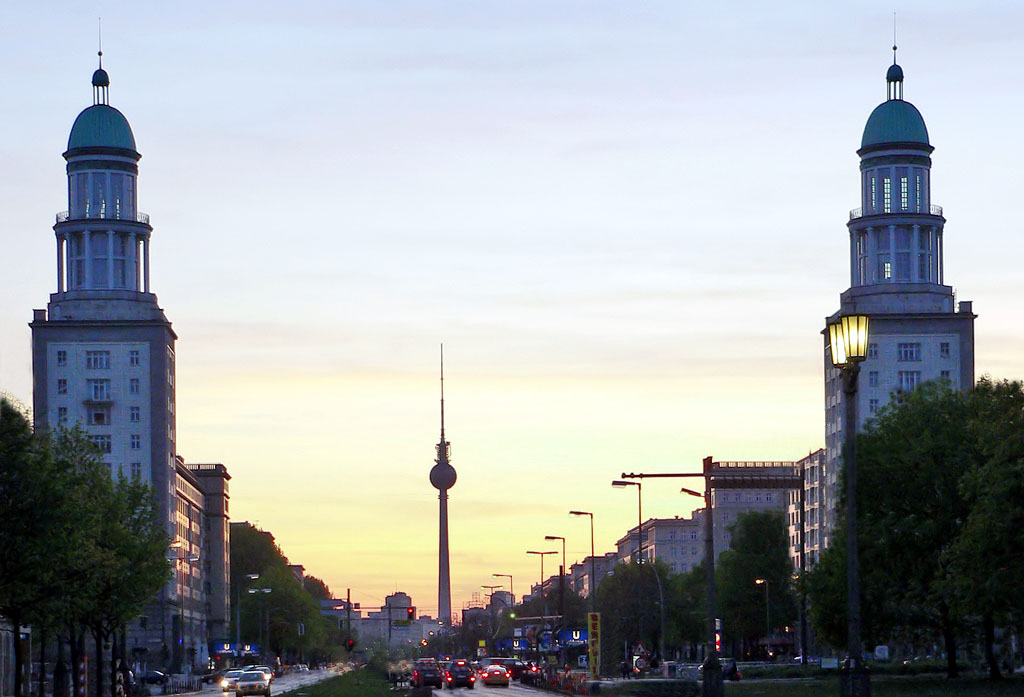
Frankfurter Tor
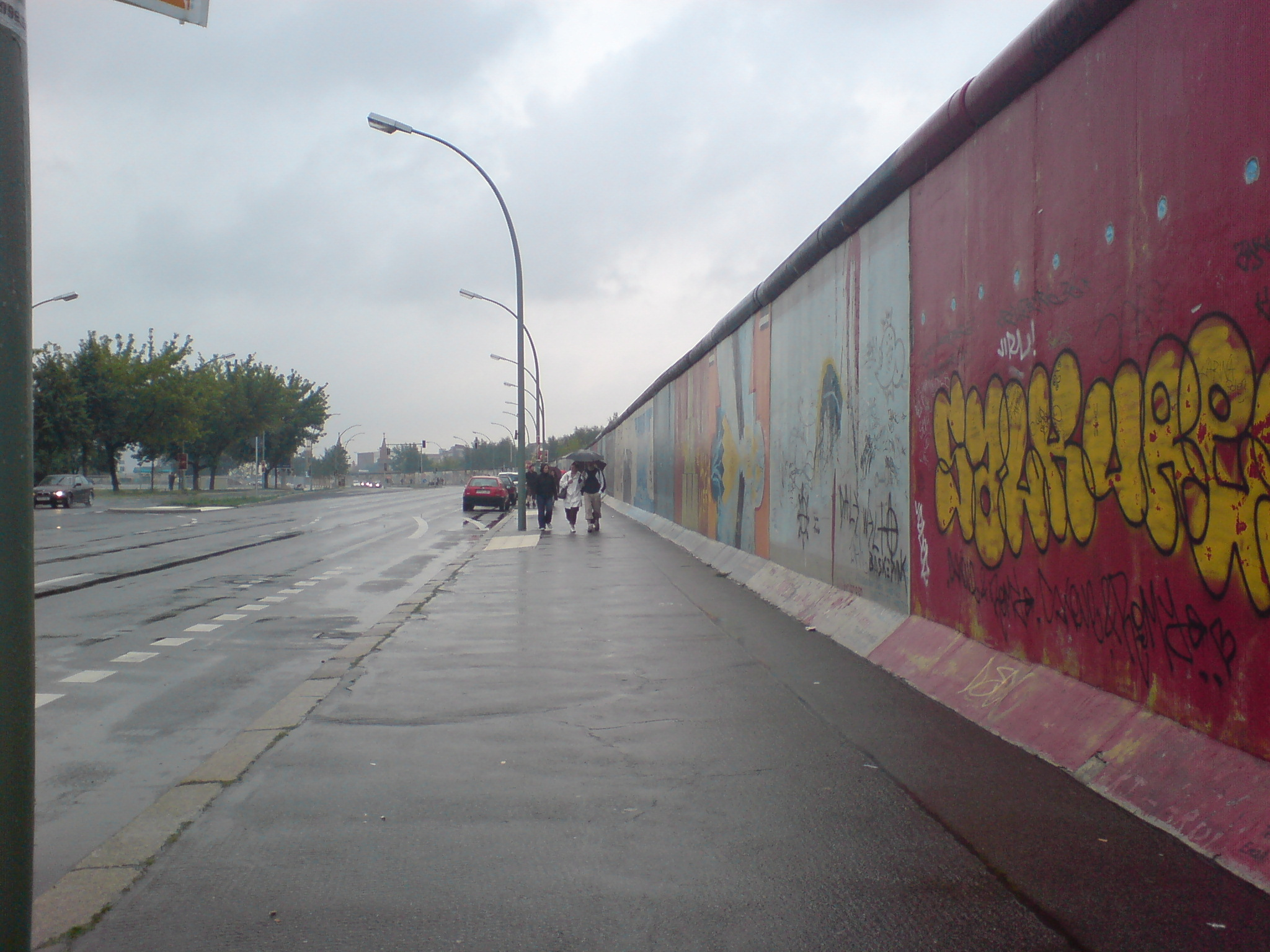
East-Side-Gallery